# Ouro-Aou
Ne doit pas être confondu avec Ouro-Séni.
Ouro-Aou est une commune rurale située dans le département de Matiacoali de la province du Gourma dans la région de l'Est au Burkina Faso.

## Santé et éducation
Le centre de soins le plus proche de Ouro-Aou est le centre de santé et de promotion sociale (CSPS) de Matiacoali.